# Juan José Mora
Pour les articles homonymes, voir Mora.
Juan José Mora est l'une des quatorze municipalités de l'État de Carabobo au Venezuela. Son chef-lieu est Morón. En 2011, la population s'élève à 69 236 habitants.

## Géographie

### Subdivisions
La municipalité est divisée en deux paroisses civiles avec, chacune à sa tête, une capitale (entre parenthèses) :
- Morón (Morón) ;
- Urama (Urama).